# Callopora pumicosa
Callopora pumicosa är en mossdjursart som beskrevs av Canu och Bassler 1928. Callopora pumicosa ingår i släktet Callopora och familjen Calloporidae. Inga underarter finns listade i Catalogue of Life.